# Zatoka Cicha
Zatoka Cicha – zatoka cieśniny Dziwny po jej wschodniej stronie. Od północy ogranicza ją Wyspa Chrząszczewska, a od wschodu i południa stały ląd – Wybrzeże Trzebiatowskie i Równina Gryficka. Na północnym wschodzie Zatoka Cicha łączy się z zatoką Promną.
Do zatoki uchodzi struga Skarchówka oraz Dusinka, będąca dolnym biegiem Wołczenicy. Nad Zatoką Cichą znajduje się południowa część miasta Kamień Pomorski. Zatoka w całości znajduje się w gminie Kamień Pomorski.
Na obszarze wodnym Zatoki Cichej począwszy od ujścia rzeki Wołczenicy do linii biegnącej po równoleżniku 53°56’N został ustanowiony stały obwód ochronny dla rybołówstwa morskiego.
Nazwę Cicha Zatoka wprowadzono urzędowo rozporządzeniem w 1949 roku, zastępując poprzednią niemiecką nazwę zatoki – Die Maade. Na niektórych polskich mapach przedstawiana jest także Zatoka Madejska.